# NGC 1238
NGC 1238 è una galassia ellittica situata nella costellazione dell'Eridano, a una distanza di circa 230 milioni di anni luce dalla nostra Via Lattea.

## Scoperta
La galassia è stata scoperta il 1 novembre 1886 dall'astronomo statunitense Lewis Swift.

## Descrizione
Data la sua luminosità superficiale pari a 14,01, NGC 1238 può essere classificata come una galassia a bassa luminosità superficiale (nella letteratura in lingua inglese abbreviata in LSB, acronimo di Low Surface Brightness). Le galassie LSB sono galassie di tipo diffuso (D) con una luminosità superficiale inferiore di almeno una magnitudine a quella del cielo notturno circostante.